# Jeannie de Clarens
Pour les articles homonymes, voir Clarens et Rousseau.
Jeannie de Clarens, née Rousseau le 1er avril 1919 à Saint-Brieuc (Côtes-du-Nord) et morte le 23 août 2017, à Montaigu (Vendée), est une résistante déportée, membre du réseau Alliance.
Elle était grand officier de la Légion d'honneur, et titulaire de la médaille de la Résistance et de l'Agency Seal Medal (en) décernée par la CIA.

## Biographie

### Jeunesse et études
Jeannie de Clarens est la fille de Jean Rousseau, qui, après la Première Guerre mondiale dans laquelle il a combattu, est devenu haut fonctionnaire et diplomate au ministère des Affaires étrangères. Il effectue à ce titre de nombreux voyages au Proche-Orient. Jeannie de Clarens grandit ainsi dans un environnement multilingue et parle plusieurs langues dont, couramment, l'allemand. Son père devient maire du 17e arrondissement de Paris à son adolescence.
Elle obtient le baccalauréat à l'issue de brillantes études secondaires. Reçue à l'École libre des sciences politiques (Sciences Po) à l'âge de 18 ans, elle s'inscrit au sein de la section Finances privées. Elle y côtoie notamment Georges Lamarque. Elle en sort major de promotion, avec mention Très bien et premier prix, en 1939. Elle convainc Claude du Granrut à s'inscrire à Sciences Po à son tour.

### Résistance
En mai 1940, après la débâcle, Paris se vide. Son père quitte la capitale occupée. Il emmène son épouse et sa fille unique à Dinard. Le maire de la ville, ami de ses parents, la sollicite pour un travail d'interprète afin de faciliter les négociations entre les services locaux et les autorités allemandes. Walther von Reichenau, commandant de la 6e armée y a installé son Quartier général.
Dès cette époque, elle communique toutes les informations qui peuvent être utiles pour connaître les projets et les préparatifs de l'occupant.
En 1941, soupçonnée, elle est arrêtée par la Gestapo et emprisonnée à la prison de Rennes. Elle est relâchée par manque de preuves et contrainte de quitter la région. De retour à Paris fin 1941, Jeannie devient secrétaire dans un bureau de relations publiques, chargée de faire le lien entre l’occupant et les industriels français. La même année, elle est recrutée par Georges Lamarque, alias « Pétrel », au sein du sous-réseau « Les Druides » qu'il dirige, et qui est rattaché au réseau de renseignement Alliance. Son nom de code dans le réseau est Amniarix.
Elle réalise en 1943 l'un des plus grands exploits du réseau « Alliance ». Engagée dans un organisme professionnel d’entente entre le patronat français et les services allemands à la recherche de fournisseurs, elle accumule de nombreuses informations sur les « armes secrètes » (V1 et V2) mises au point par les Allemands à Peenemünde. Le rapport très précis et détaillé qu’elle transmet en 1943, qui constitue les premières informations concernant ces armes, est la « confirmation indispensable » dont ont besoin les services britanniques. Le rapport est transmis au professeur Reginald Victor Jones. Il décide l'armée britannique à bombarder la base de Peenemünde. Le bombardement, effectué le 18 août 1943 avec près de six cents avions, fait d’énormes dégâts et tue plus de cinq cents techniciens et experts, retardant ainsi de plusieurs mois les attaques de V2 sur l’Angleterre.

### Déportation
Alors qu'elle doit partir pour Londres présenter un nouveau rapport, elle est arrêtée à La Roche-Derrien le 28 avril 1944 en compagnie de plusieurs camarades du réseau, dont deux seuls parviennent à s'échapper. Emprisonnée et interrogée à la prison Jacques Cartier de Rennes, elle est déportée de Pantin le 15 août 1944 vers le KL Ravensbrück (matricule 57661) par le « convoi des 57000 ». Puis elle est envoyée au camp de travail de Torgau où elle organise une manifestation pour protester contre l'utilisation des prisonnières à la fabrication de munitions. Transférée alors au camp disciplinaire de Königsberg, elle y recense les prisonnières et fait passer ce recensement au camp de prisonniers de guerre du Stalag I-A tout proche, en espérant qu'il sera transmis à la Croix-Rouge. Puis elle s'évade du camp pour rejoindre clandestinement celui de Ravensbrück, afin de s'y cacher. Bien que dénoncée, elle survit à la libération du camp, et est rapatriée par la Croix-Rouge en avril 1945.
Elle se marie avec Henri de Clarens, en 1947.

## Décorations
- Grand officier de la Légion d'honneur
- Médaille de la Résistance française avec rosette (décret du 11 mars 1947)[14]
- Agency Seal Medal décernée par la CIA